# Bundesverband Musikindustrie
Bundesverband Musikindustrie eller bara BVMI (Tysklands federala förbund för musikindustrin) representerar musikindustrin i Tyskland. Förbundet representerar intressen för 350 skivmärken och musikindustri-relaterade företag.
Bundesverband Musikindustrie är medlem av International Federation of the Phonographic Industry (IFPI), som finns i London, England, Storbritannien. IFPI består av musikförbund i över 70 länder.
BVMI arbetar med Media Control GfK International (som bildades 1976) som publicerar musiklistorna i Tyskland varje vecka.
Bundesverband Musikindustrie ansvarar för att dela ut guld- och platinaskivor och leds av Dieter Gorny, som varit ordförande sedan 2009.

## Priser och utmärkelser
BVMI lanserade 1975 sitt program för guld- och platinaskivor 1975,  och vilar på en självständig revisor för korrektheten för att försäljningarna skall få pris. 
BVMI använde följande modell för skivorna:
- 1 x Guld
- 1 x Platina
- 3 x Guld
- 2 x Platina
- 5 x Guld
- 3 x Platina etc.[5]

Man utfärdar inte 2 x Guld eller 4 x Guld som överträffar kraven för platinaskivor.

### Guld och platinaskivor (Tidslinjer)
Album
| Certifikat | Före 24 september 1999 | Före 1 januari 2003 | Efter 1 januari 2003 |
| ---------- | ---------------------- | ------------------- | -------------------- |
| Guld       | 250,000                | 150,000             | 100,000              |
| Platina    | 500,000                | 300,000             | 200,000              |

Singlar
| Certifikat | Före 1 januari 2003 | Efter 1 januari 2003 |
| ---------- | ------------------- | -------------------- |
| Guld       | 250,000             | 150,000              |
| Platina    | 500,000             | 300,000              |

Videor
| Certifikat | Sedan januari 2002 |
| ---------- | ------------------ |
| Guld       | 25,000             |
| Platina    | 50,000             |

Jazz singles/albums
| Certifikat | Sedan januari 1992 |
| ---------- | ------------------ |
| Guld       | 10,000             |
| Platina    | 20,000             |